# إتركاب
إتركاب (بالإنجليزية: Ettercap) هي من البرمجيات الحرة والمفتوحة المصدر، تهدف لفحص مدى حماية الشبكة، قادرة على اعتراض البيانات المتبادلة، التقاط كلمات المرور واختراق الشبكات.